# Михельсоновський
Михельсоновський (рос. Михельсоновский; адиг. Михельсоновск) — хутір Гіагінського району Адигеї Росії. Входить до складу Сергіївського сільського поселення.
Населення — 21 особа (2015 рік).